# 무동역
무동역(프랑스어: Gare de Moudon)은 스위스 보주의 무동 지자체에 있는 기차역이다. 스위스 연방 철도의 표준궤 팔레지유-리스선의 중간 정류장이다.

## 운행편
2021년 12월 시간표 변경에 따라 무동에서 다음 서비스가 정차한다.
- RER 보 :
  - S8 : 팔레지유와 파예른 사이에 매 시간 운행 (일요일 제외)
  - S9 : 로잔과 케르체르스